# لطیفه بطی
لطیفه بطی (عربی: لطيفة بطي) نویسنده اهل کویت است. او کتاب‌های زیادی برای کودکان منتشر کرده‌است، مانند «بدون کلاه» که برنده جایزه کتاب شیخ زاید در بخش ادبیات کودکان شد و توسط نانسی روبرتز به انگلیسی ترجمه شد. بطی با مجله کویتی العربی الصغیر همکاری داشته‌است.